# Sondra Locke
Sondra Locke (født 28. maj 1944, død 3. november 2018) var en amerikansk skuespillerinde, sanger og filminstruktør.
Der er en del tvivl om Lockes fødselsår; de fleste skriftlige kilder angiver hendes fødselsår som 1947, men hendes vielsesattest (som findes i kopi i staten Tennessees arkiver,) angiver hendes fødselsår til 1944.
I 1968 blev hun nomineret til en Oskar for sin rolle i Hjertet er en ensom vandrer. Senere optrådte hun i den kvindelige hovedrolle i seks film med Clint Eastwood mellem 1976 og 1983: Øje for øje, Pansernæven, Bankekød til slemme drenge, Bronco Billy, Seje bøffer og hårde bananer, og Dirty Harry vender tilbage.
Hun har udgivet en selvbiografi, The Good, the Bad, and the Very Ugly –  A Hollywood Journey, i 1997.

## Karriere
I 1967 vandt Locke en talentkonkurrence om rollen som Mick Kelly i The Heart Is a Lonely Hunter, som har Alan Arkin i den mandlige hovedrolle. Fiilmen havde premiere i 1968, og Locke opnåede en Oscarnominering samt to nomineringer til en Golden Globe, dels som bedste kvindelige skuespiller, dels som mest lovende kvindelige debutant.
Lockes næste filmrolle var som Melisse i Cover Me Babe (aka Run, Shadow, Run), hvor hun bl.a. spillede sammen med Robert Forster. I 1971 havde hun en hovedrolle i kultfilmen Willard med Bruce Davison og Ernest Borgnine. Herefter havde hun en række optrædende i Tv-serier, inden hun i 1976 fik den kvindelige hovedrolle i Øje for øje. Her spiller hun Laura Lee, en pioneer fra Kansas, som bliver forelsket i Josey Wales, der spilles af Clint Eastwood. var for første gang indehaver af den kvindelige hovedrolle i en film med Eastwood. 
I 1972, mødte Locke Eastwood for første gang, hvilket blev anledningen til hendes deltagelse i betydelige roller i seks af hans film i løbet af de følgende ti år. I Pansernæven (1977) spiller Locke den kvindelige hovedrolle som en prostitueret, der skal ledsages af en alkoholiseret politibetjent (Eastwood) fra Las Vegas til Phoenix, hvor hun skal vidne mod er fremtrædende medlem af mafiaen. Denne rejse er yderst vanskelig at gennemføre, fordi mange tvivlsomme elementer er interesserede i at undgå kvindens vidneudsagn. Filmen blev en moderat publikumssucces og fik som de fleste af Eastwoods 1970'er film en blandet modtagelse hos anmelderne.
I Bankekød til slemme drenge (1978) er Locke forsvundet og derfor eftersøgt af sin kæreste, en trucker, spillet af Eastwood. Filmen er i højere grad en komedie end en spændingsfilm med mange absurde scener, men blev en stor kommerciel succes bade i biograferne, men også som box - udgave.
Locke spillede ligeledes med i Bronco Billy (1980), som blev den eneste film sammen med Eastwood , der ikke blev en kommerciel succes. Deres sidste film sammen,Dirty Harry vender tilbage (1983), blev til gengæld den mest succesfulde film i Eastwoods indspilninger i rollen som Dirty Harry.  Her spiller Locke en hævngerrig artist, som myrder de mænd, der ti år tidligere havde begået massevoldtægt mod hende og hendes søster.
I 1986 debuterede Locke som instruktør med filmen Ratboy, en fabel om en dreng, der er halvt rotte. Hun instruerede ligeledes filmen Impulse (1990), hvor Theresa Russell er en politiofficer, som går undercover som prostitueret. Efter 13 års fravær fra lærredet vendte hun tilbage i 1999 i thrilleren ’’The Prophet’s Game’’, hvor Dennis Hopper spiller hovedrollen.

## Privatliv
Locke blev gift med billedhuggeren Gordon Anderson den 25. september, 1967. Locke har imidlertid i retten erklæret at deres forhold er som søster og broder. selv om de stadig var gift til hendes død.
Hendes møde med Clint Eastwood fik stor indfyldelse på både karrieren og hendes privatliv. De havde et kærlighedsforhold fra 1975 til 1989, og i denne periode fik hun to provokerede aborter.. Ifølge Lockes selvbiografi, fordi Eastwood ikke mente, at forældreskab var foreneligt med deres livsstil. Forholdet bristede, da hun opdagede, at Eastwood i hemmelighed var blevet far til to børn de seneste tre år af deres samliv. Bruddet førte til en bitter strid mellem de to, som kulminerede, da Locke i 1995 sagsøgte Eastwood for korruption med påstand om, at han havde betalt Warner Bros. for at udelukke hende fra at arbejde.
Kort før juryen skulle votere i sagen i 1996 indvilgede Eastwood i et forlig, hvor han betalte hende et beløb af ukendt størrelse.  En sideløbende sag mod Warner blev afsluttet med forlig i 1999. Begge sager er blevet betegnet som en sejr for Locke og et skoleeksempel på, at Hollywood – stjerner ikke kan tilsidesætte almindelig anstændighed.  Locke døde af brystcancer i 2018.